# Kazimierz Mamak
Kazimierz Mamak (ur. 21 marca 1935 w Siekierczynie, zm. 2014) – polski działacz partyjny i państwowy, nauczyciel, historyk, przewodniczący Prezydium Miejskiej Rady Narodowej w Zielonej Górze (1969–1973).

## Życiorys
Syn Franciszka i Anieli. W 1968 uzyskał magisterium na Wydziale Historyczno-Socjologicznym Wyższej Szkoły Nauk Społecznych przy KC PZPR, w 1977 doktoryzował się na tej uczelni w Instytucie Nauki o Partii. Od 1953 do 1959 pracował jako nauczyciel i wychowawca internatu w Zasadniczej Szkoły Zawodowej w Żaganiu, następnie pełnił funkcję dyrektora Zasadniczej Szkoły Odlewniczej/Zawodowej w Szprotawie (1959/60–1963) i wicedyrektora Technikum Elektrycznego w Zielonej Górze (1966–1967). W latach 1967–1969 i w 1974 starszy wizytator w Kuratorium Okręgu Szkolnego w Zielonej Górze. Autor książek i publikacji poświęconych tematyce historycznej i wojskowej, m.in. Osadnictwo wojskowe na Ziemi Lubuskiej (1979) i Ludowe Wojsko Polskie a proces zasiedlania i zagospodarowania Ziemi Lubuskiej w świetle dokumentów i wspomnień kombatantów (1983).
Działał w Związku Młodzieży Polskiej (1953–1957) i Związku Młodzieży Socjalistycznej (1959–1962). W 1957 wstąpił do Polskiej Zjednoczonej Partii Robotniczej. W latach 60. członek egzekutywy Komitetu Powiatowego PZPR w Szprotawie, sekretarz KP w Sulęcinie i I sekretarz Komitetu Zakładowego przy Kuratorium Okręgu Szkolnego. Do 1969 zajmował stanowisko sekretarza Komitetu Zakładowego przy Wojewódzkiej Radzie Narodowej w Zielonej Górze. Przewodniczył Prezydium Miejskiej Rady Narodowej w Zielonej Górze od kwietnia 1969 do grudnia 1973, od 1972 do 1974 wchodził w skład egzekutywy Komitetu Miasta i Powiatu PZPR w Zielonej Górze. Pomiędzy 1978 a 1984 starszy inspektor w Wydziale Administracyjnym i Wydziale Społeczno-Zawodowym Komitetu Centralnego PZPR.